# アトラクション 侵略
『アトラクション 侵略』は、フョードル・ボンダルチュク監督による2019年のロシアの長編SF長編劇映画である。映画『アトラクション』（2017年）の続編である。
この映画の最初のティーザー予告編が、2019年5月23日に公開された。
本作のプレミア上映は、2019年12月23日にモスクワのオクチャブリ映画館で行われた。2020年1月1日、ロシアでの配給が開始された。
ロシアでは2021年5月2日、ロシア1チャンネルでテレビ初放送された。

## あらすじ
舞台は前作の『アトラクション (2017年の映画)』から2年後。宇宙では、異星人の侵略を防ぐための人工衛星の配備が終わろうとしていた。その直後、ソル号は地球軌道に到着し、小型カプセルを地球に向けて打ち上げる。侵略防止網の衛星ネットワークを無事に通過したカプセルは、フィンランド沖のバルト海に着水する。フィンランドのトロール漁船の乗組員が再突入の瞬間を目撃する。
4ヵ月後、ユリア・レベデワ（イリーナ・スタルシェンバウム）は公園でジョギングをしていた。その後、すでに大学にいた彼女は、同じコースの元同級生ググルに安心させられる。彼はユリアに告白するが、ユリアはセキュリティ上の理由から彼を拒絶する。授業が終わると、ユリアは父親のヴァレンティン・レベデフに迎えに来てもらう。途中、彼はググルを職場のロステレコムまで送り、娘をモスクワ地方のロシア国防省の機密研究施設に連れて行く。そこで彼は冗談めかして娘の逃亡を斡旋しようと提案し、行動計画の概略まで示すが、ユリアは父を説得して戦わせることにする。
この複合施設では、地球上に忘れ去られた異星人の技術、特にパワードスーツのひとつを使って、ロシア軍の新兵器を作ろうとする研究が行われていたが、失敗に終わる。異星人と唯一意思疎通ができたユリアは、水の流れをコントロールする特異な能力を身につけたため、研究の対象となる。
別の実験中、科学者たちはユリアが横たわっているプールの水流が彼女の感情に反応することに気づき、彼女の元恋人アルチョムを連れてくるという過激な行動に出る。アルチョムの姿を見たユリアはパニックに陥り、プールの水は間欠泉のように湧き上がり、装置は狂い始め、地震波がコンプレックスを襲う。レベデフは実験を中止し、ユリアの希望で彼女に休暇を与えるが、部下のヴァーニャに彼女を尾行させる。
ユリアは酒場で酔っぱらい、監視役のヴァーニャと知り合う。彼は仕事のために妻と8歳の息子に時間を割くことができず、以前監視していた男のことを彼女に話す。その時ホーコンが現れ、ユリアを連れ去ろうとする。ユリア自身は最初、彼の出現を多量のアルコールのせいだと考えていたが、やがて現実を確信する。ハコンの正体を知らないワーニャは彼と対峙し、絞め殺そうとするが、ワーニャはユリアに気絶させられ、その後、彼とハコンは逃走する。ユリアの携帯電話を使い、彼は自分の船ソール号に一番近い車を操縦するよう指令を出し、車輪を撃ち抜いて長い追跡の末に脱出する。ヴァーニャは危うく衝突しそうになるが、ソルは自分の命が危険にさらされていることを計算し、ボンネットにエアバッグを装備した別の車を操縦し、ヴァーニャの方へ向かわせる。
一方、ヴァレンティン・レベデフは事件の報告を受け、施設全体を避難させ、機材を国防省本部に移すよう命じた。
ホーコンはユリアを、ユリアの家出犬がいる素朴な山小屋に連れて行き、彼自身が不在中の出来事を語る：第1作のラストで目覚めた後、彼はプロトコルを破って家に飛ばず、地球軌道上に留まることにした。宇宙で過ごしたのはわずか1週間（しかし地球の基準では2年近く）だったが、ユリアの実験の知らせが届くと、携帯用グライダーカプセルで地球に戻った。ユリアと再会する頃には、彼はすでに地球で4カ月暮らし、仕事を見つけ、家を買って設備を整え、家庭菜園まで作っていた。ユリアはその家に感心し、再会を喜ぶ。その後、2人は初めての夜を共に過ごす。一方、宇宙では、ある大型船がソルと彼の地球に関するデータを吸収する。
朝、朝食の席でハコンは、地球での滞在が危険になったのでユリアを連れて行きたいと告白する。ユリア自身は、このまま村に残って一緒に暮らしたいと申し出、その後ビデオで父親に電話をかけ、愛していると告げる。しかしレベデフは、通話を逆探知し、ユリアとハッコンを追って特殊部隊を送り込むよう指示する。彼らはすぐに二人を見つける。レベデフは「撃つな」と言うが、敵艦が無線の会話を傍受し、戦闘機の無線の命令を「撃つな」から「見つけ次第撃て」に変え、電話を妨害する。ヴァレンティンはアルチョムを護衛するはずだった車に乗ることを余儀なくされる。
ヴァーニャとともに村に急行する。特殊部隊を撃退したハコンとユリアは、緊急でカプセルに駆け寄るが、ユリアは飛行中に肩のすぐ下に銃弾を受ける。カプセルはS-400ランチャーに撃墜され、モスクワ川に落ちる。その時、見知らぬ船がホーコンと接触し、ユリアの抹殺を告げる。アルチョムはその隙にハコンの外骨格を再び装着し、拘束を逃れる。一方、レベデフの偽命令に従ったKa-52攻撃ヘリコプターがカプセルを撃とうとするが、結局再び命中し、モスクワ・シティに落下する。アルチョムは最後の瞬間、ヘリコプターの1機を撃墜し、主人公たちを死から救った。
車を盗んだ主人公たちは、水を汲みに店に行く。途中、ホーコンは、彼らの敵は "ラー "という名の人工知能を搭載した船であり、その能力ゆえにユリアを銀河の脅威とみなし、彼女を破壊するつもりだと説明する。そのために、デジタル技術を核にあらゆる通信やマスメディアを掌握する。
ユーリャの犯行とされるテロ事件に関するメディアやテレビの報道は、ユーリャの父親との通話を録音したような「レベデワのマニフェスト」を映し出す。この報道は司会者も見ているが、その司会者は編集デスクの後ろにいることがわかる。
一方、レベデフはロシア連邦安全保障会議の緊急会議が開かれている地下壕に到着する。そこで彼らは「報告書」を目にし、レベデフは地球人の情報システムにハッカー攻撃が行われているという結論に達し、その対策としてメッセンジャーの使用を含むアナログ通信と有線通信への移行を提案する。一方、印刷所では『コムソモリスカヤ・プラウダ』紙の緊急版が印刷され、緊急放送システムを通じて本物のテレビクルーがオンエアされている。
ホーコンは、"ラー "による情報攻撃を目撃する。"ラー "は、本物の発信者に代わって電話を偽造し（たとえ相手が生身の人間であっても）、その中でユリアを捕まえろと命令する。警察無線で偽メッセージを受信した交通警察の車に止められそうになる。
しかし、不運な電話の相手の一人はヴァーニャであることが判明する。ヴァーニャの妻からの偽の電話で、息子はハッコンカプセルが誤って命中したビルの爆発で負傷したと知らされる。同じ頃、ワーニャの妻は平穏に夕食の支度をしており、勉強をしない息子を叱りつけていた。恐怖に屈したワーニャはユリアを憎み、上官の警告を無視して携帯電話を手放さない。
結局、3人はググルの家に身を隠す。ハコンはジュリアを「きれいな」水で満たされたトイレに連れて行く。アルチョムはググルの卒業式の衣装に着替える。しかし、まだハコンを否定的に扱っていたアルチョムは、ハコンを酒に酔わせ、濡れ衣を着せようと軍に差し出すが、レベデフは捕まらず、ハコンに助けを求める。天文台「バルナウル」で科学者たちは「ラー」の位置を突き止め、その座標を無線電信で国防省に報告する。しかし、「ラー」の破壊を成功させるためには、ロステレコムが運用する民間の衛星ヤマル410の電源を切らなければならない。
この仕事はググルが引き受け、実際に彼が働くビルを占拠する。その間、ハコンはアルチョムと連絡を取り合い、ついに我慢できなくなったアルチョムを殴りつける。レーベデフの命令でヴァーニャはユリアを本部に連れて行き、その途中で彼女を怒った市民から救う。最後にワーニャはヴァレンティンに銃を渡し、もう彼の命令には従わないことを示す。

一方、軍は機密ミサイルを使って「ラーズ」を破壊するが、携帯電話でもユリの脅迫を録音した偽の放送が続く。ハコンが "ラー "に電話すると、"ラー "はより攻撃的な行動に移りつつあることを報告し、ハコンに帰国するよう再び提案する。生き残ったラーズは作戦区域の周囲にウォータードームを作り始め、その中で大洪水が始まり、やがてその中にいた全員が溺れてしまう。一方ヴァーニャは、ドームが形成されようとしている最中にドームの壁にぶつかってしまう。
レベデフはトリオをヘリコプターで遠ざけ、広報システムを通じてドーム内の人々に冷静さを保ち、助けを必要としている人々を助けるよう呼びかける。一方、ハコンが戻り、救助計画を提案する。カプセルを直接ラーの原子炉エンジンに飛ばし、爆発させるのだ。この作戦が自殺行為（チケット1枚）であることを知っていたレベデフは、カプセルの操縦方法を教えてほしいと頼むが、カプセルはハコンにしかチューニングされていないため、選択の余地はない。彼にトランシーバーを渡すと、レベデフは宇宙人を適切な場所に誘導し、途中で彼と腹を割って話し、ユリアと一緒に暮らすことを許可する。やがて基地は水浸しになり、レベデフはハッコンが波に飲まれる数秒前に別れを告げる...。
ヘリコプターはワイヤーに巻き込まれ操縦不能に陥るが、ユリアとアルチョムは脱出する。すべての不幸の元凶であることに嫌気がさしたユリアは、すべてを終わらせるために自分を殺してほしいと生存者たちに頼むが、アルチョムや他の良識ある数人が彼女のために立ち上がる。生存者のワーニャは、すでに悲しみで気が狂っており、警官の銃を奪ってユリアを撃とうとするが、アルチョムがユリアに覆いかぶさり、代わりに死んでしまう。ドームが完全に水で満たされたため、ヴァーニャに2発目を撃つ余裕はなかった。そこでSu-35戦闘機が敵艦に向けてミサイルを撃ち始め、Tu-160爆撃機が爆弾を投下して敵艦を破壊する。船が破壊された結果、ドームは蒸発し、レベデフ将軍を含む主要登場人物はほとんど全員生き残った。
しばらくしてユリアが死んだことにした偽の葬儀が行われ、父親ヴァレンティンや大学の友人たちが参列する。皆が去った後、ヴァレンティンは近くにあるアルチョムの墓に向かう。その後、カムチャッカにいる娘とハッコンのところに飛び、最後の別れをする。ホーコンは、ユリアが捜索されない場所まで行くと説明する。その後、回収された「ソル」が海中から飛び立つ...。

## 配役
- ユリア・レベデフ - イリーナ・スタルシェンバウム

- アルチョム・トカチェフ、ユリアの元ボーイフレンド -　アレクサンドル・ペトロフ

- エイリアン・ホーコン（ハリトン） -　リナル・ムハメトフ（ロシア語版）

- 中将ヴァレンティン・レベデフ（ユリアの父親） - オレグ・メンシコフ

- 副首相　- セルゲイ・ガルマシュ（ロシア語版）

- キャプテン イワン・コロバノフ - ユーリー・ボリソフ

- ググル、ユリアの同級生で友人のロステレコム社員 -　エフゲニー・ミヘエフ

- 「土曜ニュース」の司会者 - セルゲイ・ブリリョフ

- クリロフ -　ユーリ・バトゥリン（ロシア語版）

## 製作
2017年3月、同プロジェクトの監督であるフョードル・ボンダルチュクは、プロジェクトの継続に関する情報を公式に確認した。第2部の予算は6億4500万ルーブルを予定していた。準備には1年半を要した。撮影は2018年7月24日にモスクワで開始され、厳重な機密保持の条件の下で行われた。第一部とは異なり、事件はモスクワの北チェルタノヴォ地区ではなく、モスクワの中心部（モスクワ大学の敷地を含む）とその周辺で展開する。第一部と同様、ロシア連邦軍の近代的な装備が撮影に参加し、「コルテージ」プロジェクト[13]の一環として製作されたアウルス・セナート車（セダン・バージョン）も登場した。